# Selkäsaari (ö i Södra Savolax, S:t Michel, lat 62,08, long 26,49)
Selkäsaari är en ö i Finland. Den ligger i sjön Synsiä och i kommunen Kangasniemi i den ekonomiska regionen  S:t Michel och landskapet Södra Savolax, i den södra delen av landet, 230 km norr om huvudstaden Helsingfors. Öns area är 0,2 hektar och dess största längd är 70 meter i nord-sydlig riktning.